# Ahmići mészárlás

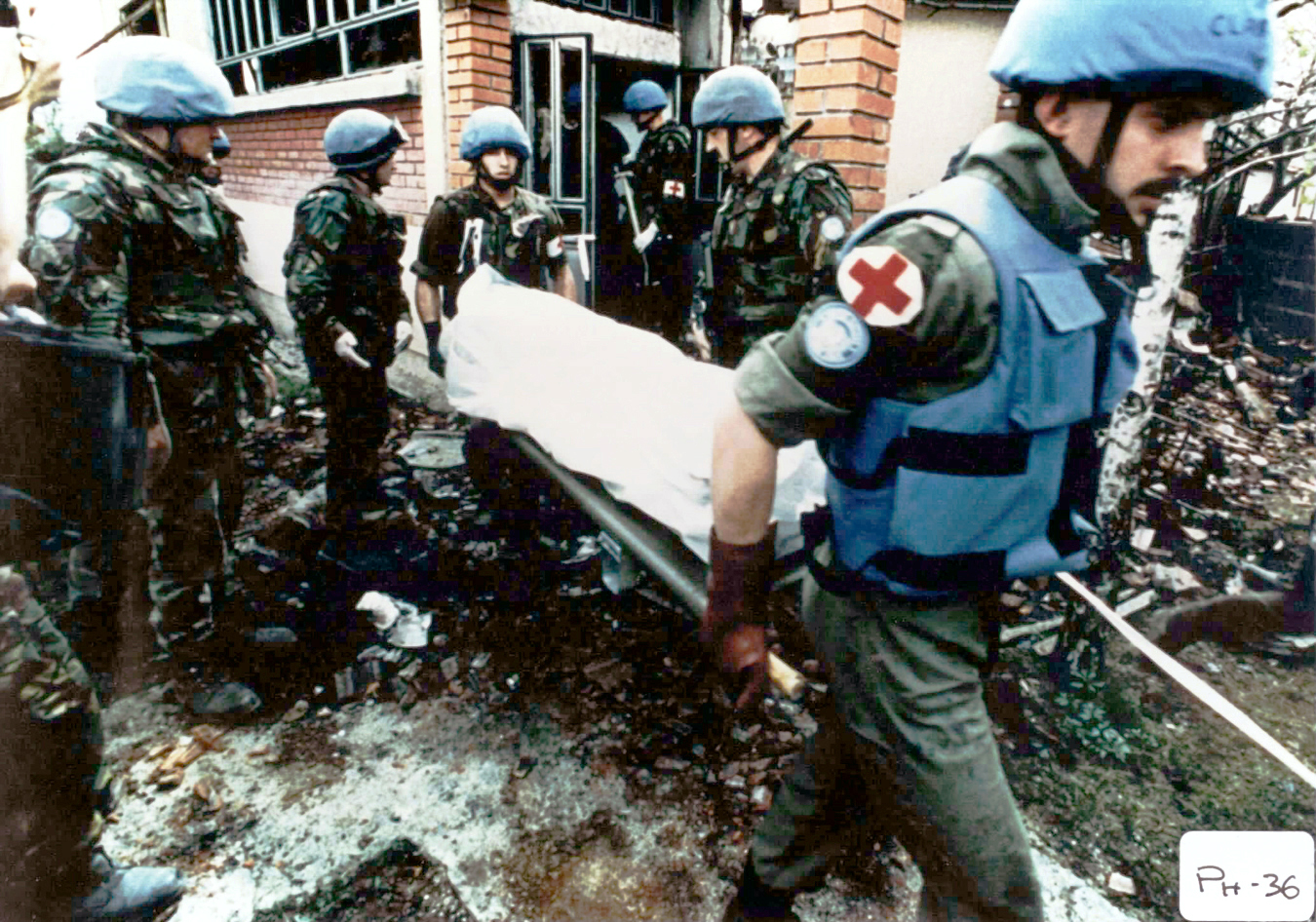
Az ENSZ békefenntartói holttesteket szednek össze a mészárlás után Ahmićiban, Bosznia-Hercegovinában 1993 áprilisában

Az ahmići mészárlás körülbelül 120 bosnyák civil sérelmére elkövetett tömeggyilkosság volt, melyet a Horvát Védelmi Tanács tagjai hajtottak végre 1993 áprilisában, a horvát–bosnyák háború alatt. A mészárlás a Lašva-völgyi etnikai tisztogatások csúcspontja volt, amelyet a Herceg-Boszniai Horvát Közösség politikai és katonai vezetése irányított. Ez volt a legnagyobb mészárlás, amelyet a boszniai horvátok és a bosnyákok által uralt bosnyák kormány közötti konfliktus során követtek el.
A volt Jugoszláviával foglalkozó hágai Nemzetközi Törvényszék a horvát politikai és katonai vezetők és katonák, köztük Dario Kordić, a közép-boszniai horvátok politikai vezetője ellen hozott számos ítéletében kimondta, hogy ezek a bűncselekmények emberiesség elleni bűncselekménynek minősülnek. Kordić 25 év börtönt kapott. A mészárlást az Egyesült Nemzetek Szervezete békefenntartói erőiként a brit hadsereg Cheshire-ezrede 1. zászlóaljának Bob Stewart ezredes parancsnoksága alatt álló csapatai fedezték fel.

## Háttér
Ahmići egy falu Bosznia-Hercegovina középső részén, Vitez községben, a Lašva-völgyben. A községben az 1991-es népszámlálás adatai szerint 1178-an éltek. 509-en bosnyákok, 592-en horvátok, 30-an szerbek, 47-en pedig egyéb nemzetiségűek.
1993. április 3-án a boszniai horvát vezetés összeült Mostarban, hogy megvitassák a Vance-Owen-terv végrehajtását, és úgy döntöttek, hogy megvalósítják a Horvát Védelmi Tanács (HVO) vezérkara, a boszniai horvátok katonai szervezete által irányított „horvát tartományok” (a terv szerint a 3., 8. és 10. tartomány) létrehozását. A Reuters szerint április 4-én a HVO mostari központja határidőt szabott Alija Izetbegović bosznia-hercegovinai elnöknek a fenti megállapodás aláírására, és kijelentette: „Ha Izetbegović április 15-ig nem írja alá ezt a megállapodást, a HVO a joghatósága alá tartozó harmadik, nyolcadik és tizedik kantonban egyoldalúan érvényesíteni fogja azt”. Dario Kordić, Ignac Koštroman és Anto Valenta HVO-vezetők az itt élő horvátokat arra utasították, hogy helyezzenek ki horvát zászlót az épületekre.

## A horvát támadás
1993. április 16-án, pénteken 05:30-kor a horvát erők egyszerre támadták meg Vitez, Stari Vitez, Ahmići, Nadioci, Šantici, Pirići, Novaci, Putiš és Donja Večeriska településeket. Tihomir Blaškić, a HVO-tábornok arról beszélt, hogy a Vitezt, Travnikot és Busováčát összekötő út mentén egyidejűleg 20-22 helyen zajlik a harc. Az ICTY törvényszéke megállapította, hogy ez egy előre eltervezett támadás volt a bosnyák polgári lakosság ellen. A támadást számos politikai nyilatkozat előzte meg, amelyek arra utaltak, hogy a horvát és a bosnyák erők közötti konfliktus küszöbön áll. A támadás napján, mivel Vitez település összes kommunikációs központja az HVO irányítása alatt állt, a telefonvonalak megszakadtak.
E falvak horvát lakosait figyelmeztették a támadásra, és néhányan részt vettek annak előkészítésében is. A horvát nőket és gyerekeket a harcok előestéjén evakuálták. A támadás módszere magas szintű felkészültséget mutatott. A lakott területek ellen végrehajtott támadások, így az Ahmići ellen végrehajtott támadás is, apró részletekben tervezett műveletek voltak, amelyek célja a bosnyák lakosság megölése vagy kiűzése volt, ami mészárlást eredményezett. Április 15-én este szokatlan HVO csapatmozgásokat észleltek.
Április 16-án reggel a főutakat elzárták a horvát csapatok. Több nemzetközi megfigyelő szerint a támadás három oldalról történt, és a menekülő lakosságot dél felé kényszerítették, ahol az elit lövészek különösen pontos fegyverekkel lőtték a menekülőket. Más csapatok, mintegy 5-10 katonából álló kis csoportokba szervezve, házról házra jártak, felgyújtották őket, és lakóikat megölték. A hadműveletben mintegy száz katona vett részt. A támadás a falu bosnyák lakosainak lemészárlását és a falu pusztulását eredményezte. A több mint 100 elhunyt között 32 nő és 11, 18 év alatti gyermek volt. A HVO tüzérségének célja a gyalogság támogatása és olyan építmények megsemmisítése volt, amelyeket a gyalogság nem tudott lerombolni. A mecsetet például egy nehézfegyverből származó lövés érte. Később Bralo és Jukić felrobbantotta a minaretet.

## A civilek legyilkolása
A mészárlásban összességében 117–120 bosnyák halt meg. A legtöbb férfit nem harc közben lőtték le. Néhány férfit horvát katonák gyűjtöttek össze, majd megöltek. Donji Ahmićiben körülbelül húsz civilt akkor öltek meg, amikor megpróbáltak elmenekülni a faluból. A menekülő lakosoknak, mielőtt a főútra értek volna, nyílt terepen kellett átkelniük. Ezen a részen körülbelül húsz, nagyon pontos lövésekkel megölt ember holttestét találták meg. A katonai szakértők arra a következtetésre jutottak, hogy mesterlövészek lőtték le őket. Más holttesteket is találtak a házakban olyan erősen elszenesedve, hogy nem lehetett azonosítani, és olyan pozíciókban, amelyek arra utalnak, hogy élve égették el őket. Az áldozatok között sok nő és gyerek is volt.
Az Európai Közösségi Megfigyelő Misszió egyik megfigyelője azt mondta, hogy látott gyermek holttesteket, akiknek a testhelyzetéből úgy tűnt, hogy a lángokban kínok között haltak meg: „néhány ház abszolút horror színtere volt, mert az emberek nemcsak meghaltak, hanem voltak, akiket elevenen megégettek, és nyilvánvaló volt, hogy néhányat lángszóróval égettek meg, amelyek teljesen elszenesítették a holttesteket, és ez több holttest esetében is így volt.” Az ECMM jelentése szerint az Ahmići elleni támadás során legalább 103 ember vesztette életét.

## A tulajdonok megsemmisítése

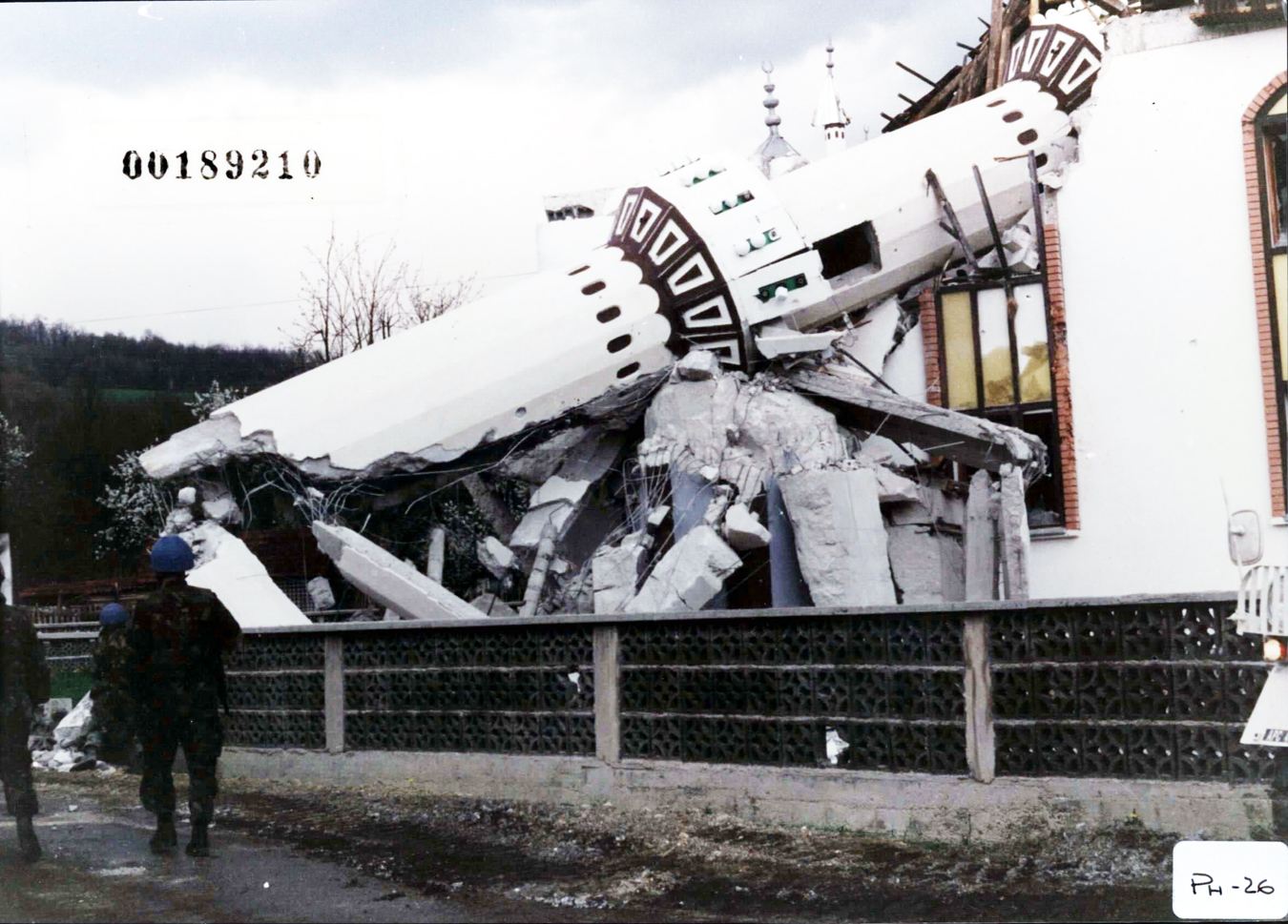
A lerombolt ahmići mecset

A zenicai Emberi Jogi Központ szerint Ahmićiben a meglévő 200 bosnyák tulajdonú ház közül a támadás során 180 égett le. Ugyanezt a megállapítást tette az Emberi Jogi Bizottság 1993. május 19-iki jelentésében. Az ECMM szerint Ahmići, Nadioci, Pirići, Sivrino Selo, Gaćice, Gomonica, Gromiljak és Rotilj falvakban gyakorlatilag az összes muszlim tulajdonú ház leégett. Az ECMM megfigyelője szerint „egy egész terület égett”. Több vallási épület megsemmisült. Két mecsetet szándékosan aknáztak alá, és a robbanóanyagokat az épületek belsejében gondosan helyezték el, a Donji Ahmići mecsetet pedig a minaret alapja körül elhelyezett robbanóanyagokkal romboták le.

## A támadók
A támadásban részt vett csapatok között volt a katonai rendőrség negyedik zászlóalja, köztük a Džokerit egység. A Džokeritet (Jokerek), egy körülbelül húszfős terrorellenes osztagot 1993 januárjában hozták létre a katonai rendőrségen belül Zvonko Voković megbízásából, és az volt a küldetése, hogy különleges feladatokat, köztük szabotázst hajtson végre. További résztvevők voltak a Vitezovi, a vitezi önkormányzat Viteška brigádja, Busovača Nikola Šubić Zrinski brigádja, valamint Ahmići, Šantići, Pirići és Nadioci „Domobrani” (honvédő) egységei (az egyes falvakban az 1993. február 8-iki mostari határozatnak megfelelően felállított egységek). A Blaškić-perben sok tanú arról is beszámolt, hogy terepszínű egyenruhás katonák voltak jelen, akik a HVO emblémáját viselték. A megtámadott falvak több horvát lakosa is részt vett a támadásban, mint például Slavko Miličević Donji Ahmićiban, Žarko Papić Zuméban, Branko Perković Nadiociban, Zoran Kupreškić Graboviban (Ahmići központjában található terület), Nenad Šantić és Colic Šantićiban.

## A felelősségrevonás
A volt Jugoszláviával foglalkozó nemzetközi büntetőtörvényszék (ICTY) amikor számos ítéletet hozott horvát politikai és katonai vezetők és katonák ellen kimondta, hogy ezek a bűncselekmények emberiesség elleni bűncselekménynek minősülnek, különösen súlyos ítéletet hozott Dario Kordić, a közép-boszniai horvátok politikai vezetője ellen, akit 25 év börtönre ítéltek. Az ICTY a Kordić és Čerkez-ügyben az akkori számos HVO-támadás bizonyítékai alapján arra a következtetésre jutott, hogy 1993 áprilisára a horvát vezetés tervet dolgozott ki és hajtott végre a bosnyákoknak a Lašva-völgyből való elűzésére. Dario Kordićot, mint helyi politikai vezetőt e terv tervezőjének és kezdeményezőjének találták.
Az ICTY arra a következtetésre jutott, hogy a horvát hadsereg is részt vett az akcióban, és az eseményeket Bosznia-Hercegovina és Horvátország közötti nemzetközi konfliktusként határozta meg. 
Stjepan Mesić volt horvát elnök több ezer dokumentumot és hangfelvételt tárt fel, amelyet még Franjo Tuđman volt elnök utasítására rögzítettek a bosznia-hercegovinai horvát vezetők elleni, bosnyákokkal szemben elkövetett háborús bűnök miatt indított eljárás során. A Tihomir Blaškić ellen, aki a közép-boszniai hadműveleti körzet HVO parancsnoka volt az ahmići bűncselekmények miatt folytatott per során a védelem azzal érvelt, hogy a Blaškićot meghaladó párhuzamos parancsnoki vonal Herceg-Bosznia politikai vezetése alá került. A médiában arról értesültek, hogy Tuđman maga is részt vett a leleplezésben. Az ICTY fellebbviteli tanácsa kimondta, hogy Blaškić nem volt felelős a mészárlásért, és az eredeti (2000-es) 45 év büntetést kilenc év börtönre mérsékelte. Büntetéséből 8 év és 4 hónap letöltése után szabadult.

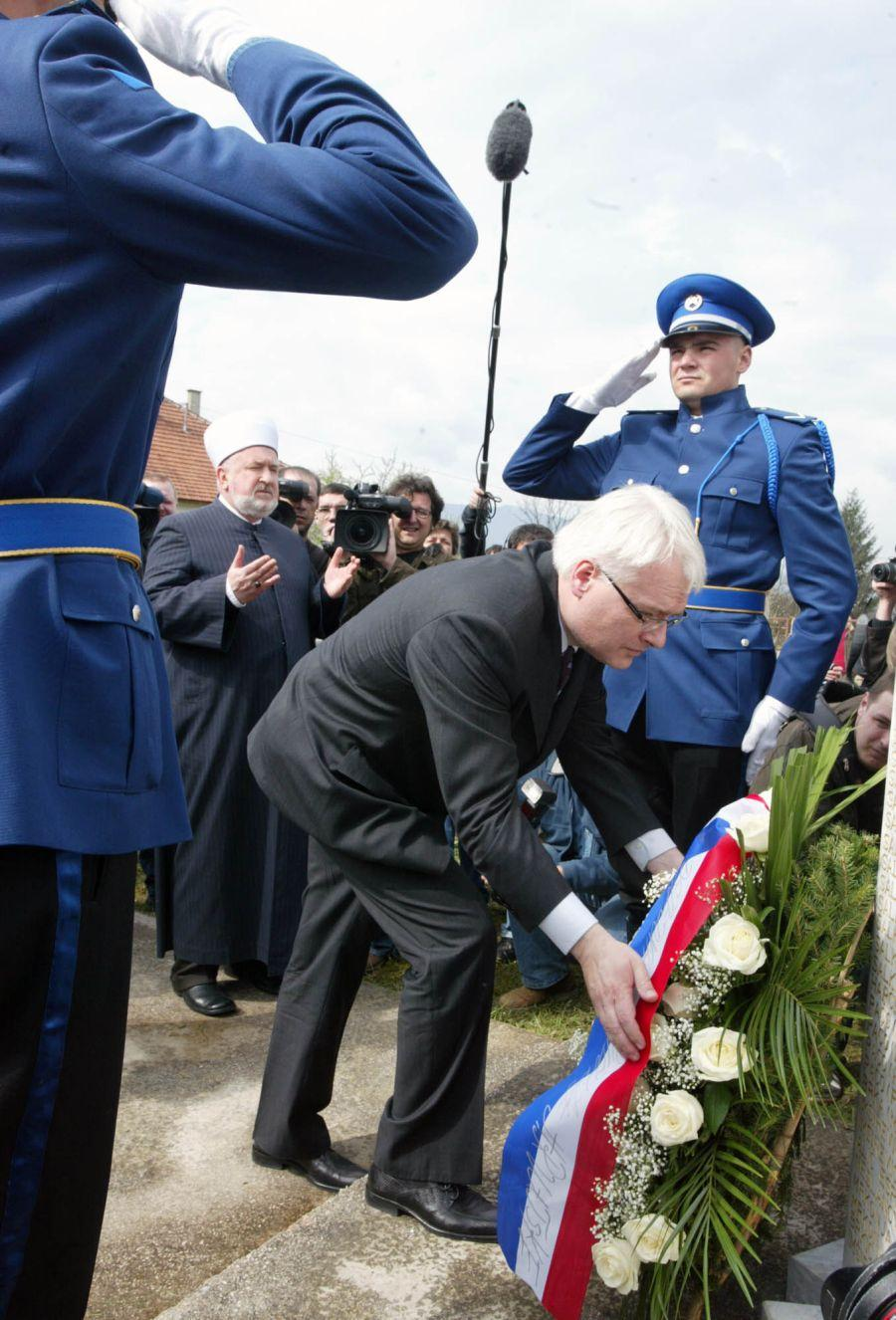
Ivo Josipović horvát elnök koszorút helyez el az áldozatokról tartott megemlékezésen 2010. április 15-én.

Az ICTY kezdetben tizenhat horvát ellen emelt vádat, és közülük nyolcat mára elítélt a Lašva-völgyi etnikai tisztogatásban játszott szerepük miatt. Az ICTY soha nem emelt vádat Ignac Koštroman és Anto Valenta ellen.
Ivo Josipović horvát elnök, valamint iszlám és katolikus vallási vezetők 2010. április 15-én tisztelegtek az Ahmići és Križančevo selo áldozatai előtt.

### Könyvek
- Goldstein, Ivo. Croatia: A History. McGill-Queen's Press (1999) „Croatia: A History.”
- Mojzes, Paul. Balkan Genocides: Holocaust and Ethnic Cleansing in the 20th Century. Rowman & Littlefield Publishers, Inc. (2011). ISBN 9781442206632

### Egyéb források
- ICTY: Blaškić judgement. United Nations International Criminal Tribunal for the former Yugoslavia, 2000. március 3.
- ICTY: Blaškić verdict (PDF), 2004. július 29. (Hozzáférés: 2021. április 16.)
- ICTY: Kordić and Čerkez verdict (PDF), 2001. február 26. (Hozzáférés: 2021. április 16.)

## Fordítás
Ez a szócikk részben vagy egészben  az   Ahmići massacre című angol Wikipédia-szócikk ezen változatának fordításán alapul.  Az eredeti cikk szerkesztőit annak laptörténete sorolja fel. Ez a jelzés csupán a megfogalmazás eredetét és a szerzői jogokat jelzi, nem szolgál a cikkben szereplő információk forrásmegjelöléseként.